# Осока ежисто-колючая
Осо́ка ежи́сто-колю́чая, или Осо́ка остроконе́чная (лат. Carex echinata) — многолетнее травянистое растение, вид рода Осока (Carex) семейства Осоковые (Cyperaceae).

## Ботаническое описание

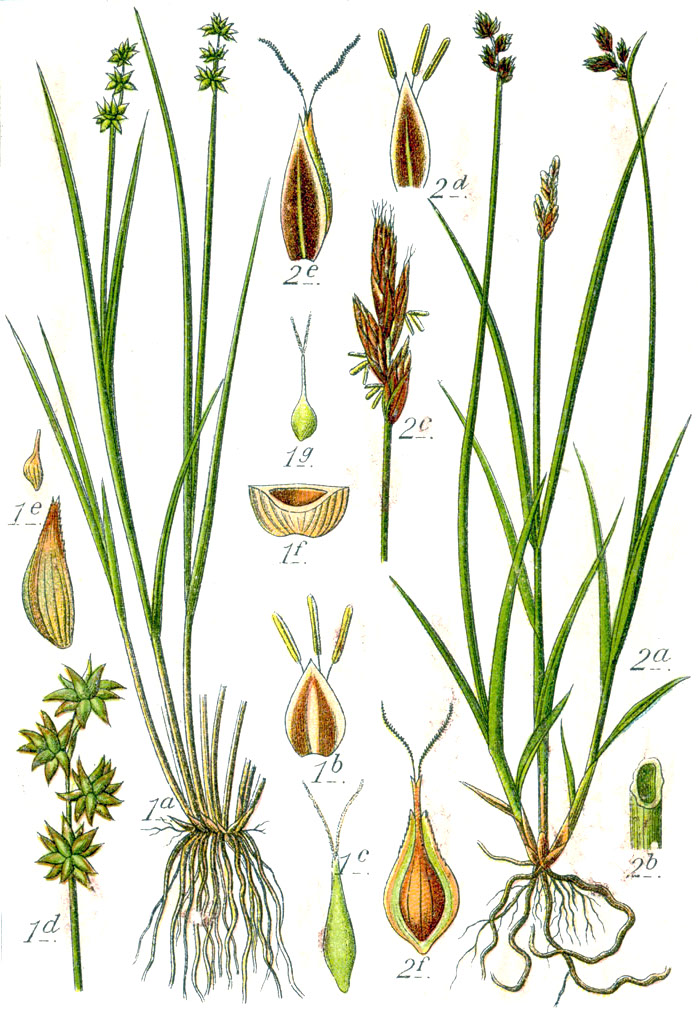
1 — Carex echinata

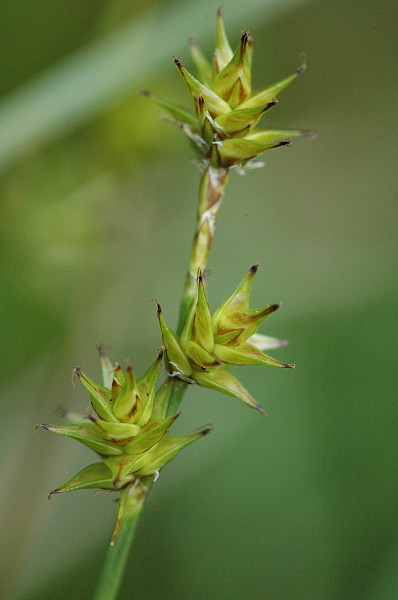
Соцветие, Бельгия

Серо-зелёное густодернистое растение с укороченным неползучим корневищем.
Стебли кверху шероховатые, 15—45 см высотой.
Листья плоско-желобчатые, прямые, жестковатые, 1,5—2 мм шириной, короче стебля или равные ему.
Колоски гинекандрические, в числе (1)2—5(6), в густом или прерывистом полушаровидном колосовидном соцветии, яйцевидные, сближенные или расставленные; верхний колосок булавовидный, с узкой, удлинённой тычиночной частью, имитирующей ножку, без прицветного листа. Чешуи яйцевидные, островатые, ржавые, с зелёным килем и белоперепончатым краем, короче мешочков. Мешочки плоско-выпуклые, перепончатые, яйцевидные или продолговато-яйцевидные, (2,7)3,5—4(4,2) мм длиной, 1,6—2 мм шириной, зеленовато-бурые, в зрелом состоянии звездчато отклонённые, спереди с (7)10—12 жилками, сзади с жилками только у основания или же с обеих сторон без жилок, в основании широко-округлые, губчатые, почти сидячие, с шероховатым, плоским, коротко-двузубчатым, спереди глубоко расщеплённым носиком. Кроющие листья обычно чешуевидные.
Плодоносит в мае—августе.
Число хромосом 2n=56, 58.
Вид описан из Германии (окрестности Геттингена).

## Распространение
Европа; Прибалтика; Европейская часть России: Карело-Мурманский район (к югу от Хибинских гор), Двино-Печорский район (запад и юг), Ладожский-Ильмский район, верховья Днепра и Волги, Волжско-Камский район (запад), Волжско-Донской район, Заволжье (окрестности Сергеевска); Беларусь: верховья Днепра; Украина: Карпаты, средняя часть бассейна Днепра, окрестности города Днепр; Молдова; Кавказ: Большой Кавказ (запад, центр, окрестности Махачкалы — Атлибуюнский перевал), Западное Закавказье, Южная Осетия; Дальний Восток: Арктика (Восточная Корякия), Камчатка, Сахалин (очень редко), Курилы; Западная Азия: Северная Турция, Северный Иран, Западная Сирия; Восточная Азия: Северо-Восточный Китай, Корейский полуостров, острова Хоккайдо и Хонсю; Северная Америка: запад и восток; Северная Африка: северо-запад; Австралия: горы Нового Южного Уэльса и Виктории; Новая Зеландия.
Растёт на сырых и болотистых лугах, травяных, реже сфагновых болотах, в сырых и заболоченных лесах и кустарниках.

## Систематика
В пределах вида выделяются два подвида:
- Carex echinata subsp. echinata — Осока расширенная, или Осока суженная; умеренные районы Северного полушария, Суматра, Новая Гвинея, Новая Зеландия, Австралия;
- Carex echinata subsp. phyllomanica (Boott) Reznicek — от Южной Аляски до Северной Калифорнии.